# Періандр
Періандр (дав.-гр. Περίανδρος, близько 645, Коринф — 588 до н. е., Коринф) — тиран Коринфа у 627 — 588 до н. е. Продовжив політику свого батька Кіпсела, спрямовану проти родової знаті. Пізньоантична традиція зараховувала Періандра до «семи грецьких мудреців».
В інтересах торгово-ремісничих верств демосу ввів державне карбування монети, митні збори, організував широке будівництво. При ньому були ліквідовані багато родових пережитків, родові філи були замінені територіальними, створені територіальні суди, військові частини з найманців.
Щоб зміцнити владу, Періандр увів низку регламентацій: контроль за доходами населення, заборону збиратися групами на площах, влаштовувати громадські трапези і пишні свята, закон проти розкоші. При ньому були підпорядковані колонії Керкіра, Потідея, Амбракія, низка пунктів у Іллірії.
Був одружений з Мелісою, донькою епідаврського тирана Прокла та Ерісфенії, онукою аркадского царя Аристократа II.

## Цікаві факти
Деякі історики вважають, що Періандр побудував першу в світі залізницю-діокл.